# Benjamin List

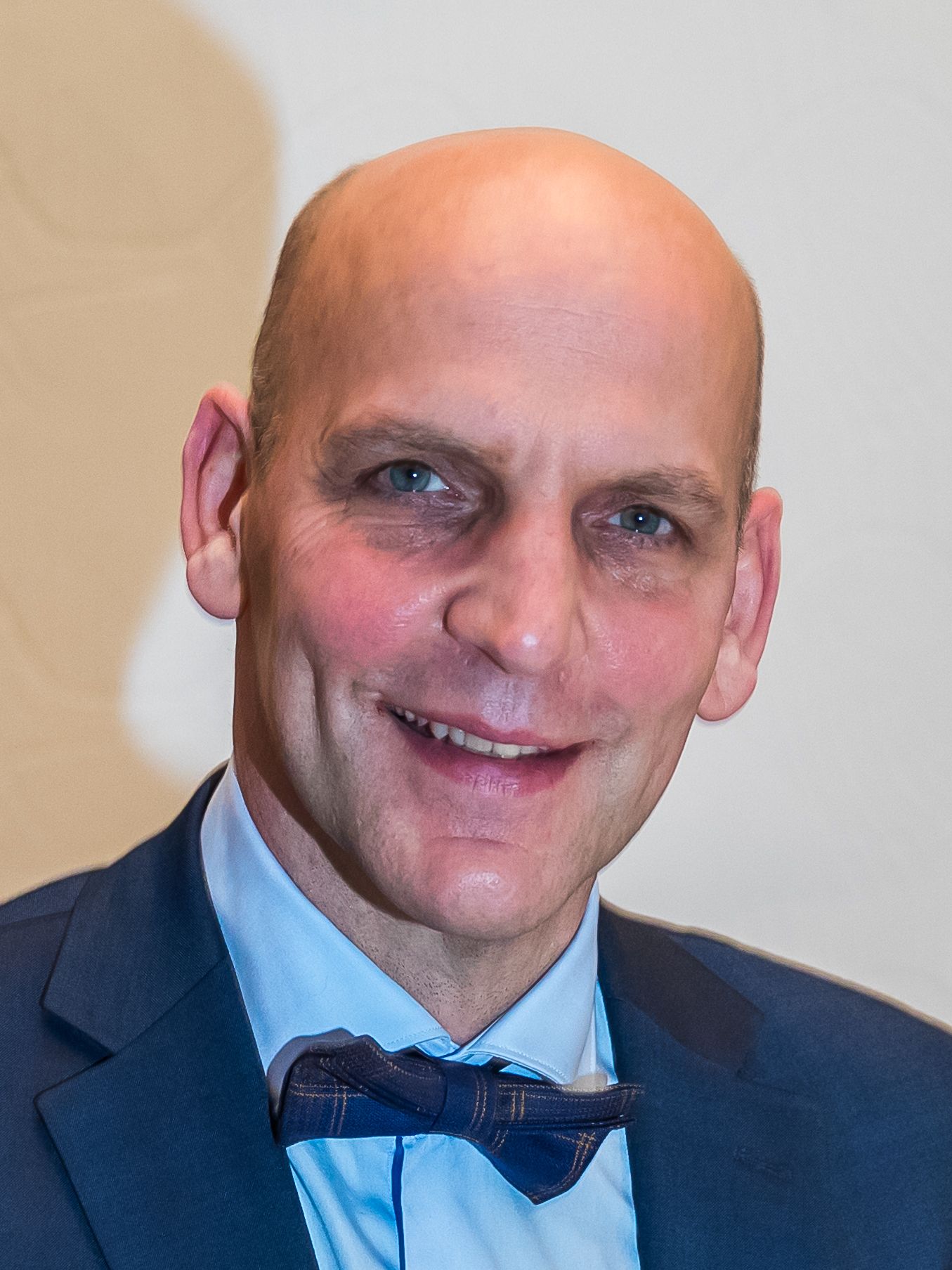
Benjamin List im Rathaus Köln, 2021

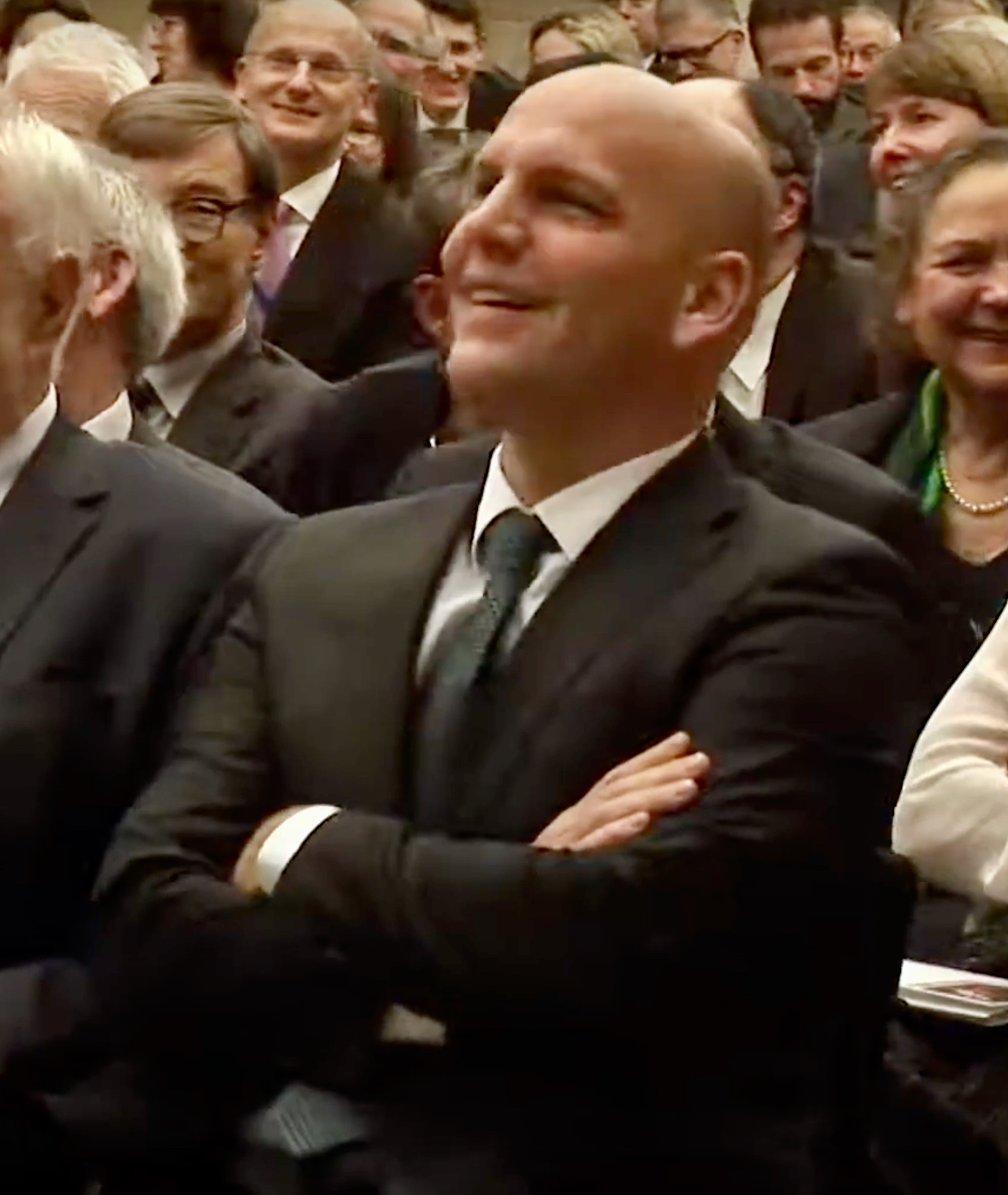
Benjamin List bei der Leibniz-Preis-Verleihung, 2016

Benjamin „Ben“ List (* 11. Januar 1968 in Frankfurt am Main) ist ein deutscher Chemiker und Direktor der Abteilung für homogene Katalyse am Max-Planck-Institut für Kohlenforschung in Mülheim an der Ruhr. 2021 wurde ihm und David MacMillan für ihre unabhängig voneinander durchgeführten Arbeiten zur asymmetrischen Organokatalyse der Nobelpreis für Chemie zuerkannt.

## Familie
Benjamin „Ben“ List entstammt einer großbürgerlichen Frankfurter Familie. Er ist ein Urenkel des Nephrologen Franz Volhard und ein Ururenkel des Chemikers Jacob Volhard. Er ist ein Neffe der deutschen Nobelpreisträgerin Christiane Nüsslein-Volhard, die 1995 den Nobelpreis für Physiologie oder Medizin bekam. Sie ist die Schwester seiner Mutter.
List ist verheiratet und hat zwei Söhne. Mit seiner Familie überlebte er den Tsunami vom 26. Dezember 2004 in Khao Lak in Thailand.
List ist Fan der Fußballmannschaft von Eintracht Frankfurt.

## Leben
Das Studium der Chemie an der Freien Universität Berlin schloss List 1993 mit dem Diplom ab. Die Promotion erfolgte 1997 an der Johann Wolfgang Goethe-Universität Frankfurt am Main bei Johann Mulzer mit dem Thema Synthese eines Vitamin-B12-Semicorrins. Auf einen Postdoc-Aufenthalt am Scripps Research Institute in La Jolla, Vereinigte Staaten, mit Arbeiten über katalytische Antikörper folgte von 1999 bis 2003 seine Berufung als Assistant Professor am Scripps Research Institute in La Jolla im Department für molekulare Biologie. Im Jahr 2003 wurde er zunächst Arbeitsgruppenleiter am Max-Planck-Institut für Kohlenforschung, an dem er im Juli 2005 Direktor wurde.

## Wirken

L-Prolin ist eine Aminosäure, die in der asymmetrischen Organokatalyse bei Aldolreaktionen eingesetzt werden kann

Er gilt als einer der Begründer der asymmetrischen Organokatalyse, die ohne potentiell gesundheits- und umweltschädliche sowie teure Metallverbindungen auskommt. Im Gegensatz zur Enzymkatalyse werden dabei kleine organische Moleküle eingesetzt. Insbesondere entdeckte er die Möglichkeit, die Aminosäure Prolin, und damit eine natürlich vorkommende organische Substanz, als effizienten Katalysator für die Herstellung von optisch aktiven Produkten bei Reaktionen wie der Aldolreaktion einzusetzen. Er fand auch neue Methoden der textilorganischen Katalyse, bei der lösliche organische Katalysatoren an Textilien gebunden werden (zum Beispiel für die lokale Wasserversorgung in abgelegenen Gebieten), und der asymmetrischen Katalyse (speziell Asymmetric Counteranion-Directed Catalysis, ACDC). Asymmetrische Organokatalyse ist besonders wichtig bei bioaktiven organischen Verbindungen, bei denen die Chiralität der Moleküle entscheidend ist, etwa bei der Medikamentenherstellung.
2005 bis 2014 war er Sprecher des DFG-Schwerpunktprogramms 1179 Organokatalyse.
Seit 2015 ist er Chefherausgeber von Synlett, bei der er schon 2011 Herausgeber war. Seit 2005 ist er außerdem einer der Herausgeber von Synfacts.
Seit 2018 ist List einer von 15 Forschungsleitenden des Institute for Chemical Reaction Design and Discovery an der Hokkaido University in Sapporo, Japan.

## Ehrungen und Auszeichnungen
List erhielt zahlreiche Preise und Auszeichnungen. Unter anderem ehrte ihn die Gesellschaft Deutscher Chemiker (GDCh) im Jahr 2003 mit dem Carl-Duisberg-Gedächtnispreis. Weiterhin erhielt er im Jahr 2004 das Dozentenstipendium des Fonds der Chemischen Industrie. Im Jahr 2012 erhielt er den mit 75.000 Euro dotierten Otto-Bayer-Preis, 2013 den Ruhrpreis für Kunst und Wissenschaft und den Horst-Pracejus-Preis der GDCh. Für 2016 wurde ihm ein Gottfried-Wilhelm-Leibniz-Preis zugesprochen. Er hielt 2019 einen Plenarvortrag auf dem GDCh-Wissenschaftsforum Chemie (Very Strong and Confined Chiral Acids: Universal Catalysts for Asymmetric Synthesis?).
List war im Jahr 2005 Gastprofessor an der Gakushūin-Universität, Tokio, Japan, und im Jahr 2008 an der Sungkyunkwan-Universität in der Republik Korea. Seit 2004 ist er Honorarprofessor an der Universität zu Köln (Institut für Organische Chemie). 2018 wurde er zum Mitglied der Deutschen Akademie der Naturforscher Leopoldina gewählt.
Im Jahr 2021 wurde ihm „für die Entwicklung der asymmetrischen Organokatalyse“ gemeinsam mit David MacMillan der Nobelpreis für Chemie zuerkannt. Benjamin List ist damit nach Karl Ziegler der zweite Nobelpreisträger für Chemie am Max-Planck-Institut für Kohlenforschung in Mülheim an der Ruhr.
Auf Vorschlag der CDU war List 2022 für Nordrhein-Westfalen Mitglied der 17. Bundesversammlung. 2022 wurde er in die Nordrhein-Westfälische Akademie der Wissenschaften und der Künste und in die Akademie der Wissenschaften und der Literatur gewählt.
2022 wurde ihm von Bundespräsident Frank-Walter Steinmeier das Große Bundesverdienstkreuz mit Stern der Bundesrepublik Deutschland verliehen.
2023 erhielt er die Ehrenbürgerschaft der Stadt Mülheim an der Ruhr.
2024 hielt er die 16. Criegee-Vorlesung am Karlsruhe Institut für Technologie.

## Schriften
Publikationen von Benjamin List bei Google Scholar
- Benjamin List, Keiji Maruoka (Hrsg.): Science of Synthesis : Asymmetric Organocatalysis 1-2, Thieme Medical Pub, Stuttgart 2012, ISBN 978-3-13-170591-4
- Manfred T. Reetz, Benjamin List, Stefan Jaroch, Hilmar Weinmann (Hrsg.): Ernst Schering Research Foundation: Organocatalysis, Springer-Verlag, Berlin 2008, ISBN 978-3-540-73495-6
- Benjamin List, Richard A. Lerner, Carlos F. Barbas: Proline-Catalyzed Direct Asymmetric Aldol Reactions. In: Journal of the American Chemical Society, 26. Februar 2000, Band 122, Nummer 10, S. 2395 f. doi:10.1021/ja994280y
- Sonja Mayer, Benjamin List: Asymmetric Counteranion-Directed Catalysis. In: Angewandte Chemie International Edition, 19. Juni 2006, Band 45, Nummer 25, S. 4193–4195. PMID 16721891, doi:10.1002/anie.200600512
- Ilija Čorić, Benjamin List: Asymmetric spiroacetalization catalysed by confined Brønsted acids. In: Nature, März 2012, Ausgabe 483, Nummer 7389, S. 315–319. PMID 22422266, bibcode:2012Natur.483..315C, doi:10.1038/nature10932
- Philip S. J. Kaib, Lucas Schreyer, Sunggi Lee, Roberta Properzi, Benjamin List: Extremely Active Organocatalysts Enable a Highly Enantioselective Addition of Allyltrimethylsilane to Aldehydes. In: Angewandte Chemie International Edition, 10. Oktober 2016, Band 55, Nummer 42, S. 13200–13203. PMID 27653018, doi:10.1002/anie.201607828
- Nobuya Tsuji, Jennifer L. Kennemur, Thomas Buyck, Sunggi Lee, Sébastien Prévost, Philip S. J. Kaib, Dmytro Bykov, Christophe Farès, Benjamin List: Activation of olefins via asymmetric Brønsted acid catalysis. In: Science, 30. März 2018, Band 359, Nummer 6383, S. 1501–1505. bibcode:2018Sci...359.1501T, PMID 29599238, doi:10.1126/science.aaq0445
- Gavin Chit Tsui, Luping Liu, Benjamin List: The organocatalytic asymmetric Prins cyclization. In: Angewandte Chemie International Edition Englisch, 2015 Jun 22;54(26):7703-6, PMID 26015083.
- Diana Yepes, Frank Neese, Benjamin List, Giovanni Bistoni: Unveiling the Delicate Balance of Steric and Dispersion Interactions in Organocatalysis Using High-Level Computational Methods. In: Journal of the American Chemical Society. 2020 Feb 19;142(7):3613-3625, PMID 31984734.